# Cathestechum
Cathestechum és un gènere de plantes de la subfamília de les cloridòidies, família de les poàcies. És originari d'Amèrica del Nord, trobant-se als Estats Units, Mèxic i el Carib.
El gènere fou descrit per Jan Svatopluk Presl i publicat a Reliquiae Haenkeanae 1(4–5): 294, t. 42. 1830.
Citologia
Nombre de la base del cromosoma, x = 10. 2n = 60.

## Taxonomia
- Cathestecum annuum Swallen
- Cathestecum brevifolium Swallen
- Cathestecum erectum Vasey i Hack.
- Cathestecum multifidum Griffiths
- Cathestecum prostratum J. Presl
- Cathestecum stoloniferum (E. Fourn.) Griffiths
- Cathestecum tamaulipense Pierce ex Beetle
- Cathestecum varium Swallen